# Призмова астролябія
Призмова́ астроля́бія — сучасний астронометричний прилад для визначення географічних координат.